# Tisno
Tisno je manjše mesto (okoli 1200 prebivalcev) in pristanišče severozahodno od Šibenika na Hrvaškem, ki je središče občine Tisno (2908 prebivalcev leta 2021) Šibeniško-kninske županije.
Tisno, ki se je prej imenovalo Tijesno, leži ob Murterskem kanalu, ki je tu globok le 1,7 metra. En del naselja je na celinski obali na polotoku imenovanem Tišnjanski pol(u)otok, drugi del pa na jugovzhodni obali otoka Murter. Oba dela povezuje 38 m dolg premični most, ki je dvakrat dnevno odprt za pomorski promet. Ko je most zaprt je možena plovba le tistim plovilom, ki ne presežejo maksimalne višine 1,5 m. Tisno, v katerem stalno živi 1377, v občini pa 3229 prebivalcev (popis 2001), je slikovit kraj s številnimi manjšimi gosto poraščenimi zalivčki in lepimi peščenimi plažami, ter urejeno obalo. Prijetno mediteransko podnebje s povprečnima, januarsko temperaturo 6,9ºC in  julijsko temperaturo 24,8 °C daje kraju tudi pomemben turistični pomen.

## Zgodovina
Mestece je bilo zgrajeno v začetku 15. stoletja. V starih listinah se prvič omenja 1474. Župnijska cerkev je bila postavljena 1548 in 1640 prezidana v baročnem slogu in 1840 ponovno povečana. Zvonik so k prvotni cerkvi prizidali v letih 1680 do 1684. V zaselku Ivinj-e, 4 km vzhodno od Tisna stoji srednjeveška cerkvica sv. Martina. V bližini Jazin, tam kjer je danes avtokamp so ostanki ruševin srednjeveškega obrambnega stolpa, porušenega leta 1647.

## Demografija
| Pregled števila prebivalcev po letih | Pregled števila prebivalcev po letih | Pregled števila prebivalcev po letih | Pregled števila prebivalcev po letih | Pregled števila prebivalcev po letih | Pregled števila prebivalcev po letih | Pregled števila prebivalcev po letih | Pregled števila prebivalcev po letih | Pregled števila prebivalcev po letih | Pregled števila prebivalcev po letih | Pregled števila prebivalcev po letih | Pregled števila prebivalcev po letih | Pregled števila prebivalcev po letih | Pregled števila prebivalcev po letih | Pregled števila prebivalcev po letih |      |
| ------------------------------------ | ------------------------------------ | ------------------------------------ | ------------------------------------ | ------------------------------------ | ------------------------------------ | ------------------------------------ | ------------------------------------ | ------------------------------------ | ------------------------------------ | ------------------------------------ | ------------------------------------ | ------------------------------------ | ------------------------------------ | ------------------------------------ | ---- |
| 1857                                 | 1869                                 | 1880                                 | 1890                                 | 1900                                 | 1910                                 | 1921                                 | 1931                                 | 1948                                 | 1953                                 | 1961                                 | 1971                                 | 1981                                 | 1991                                 | 2001                                 | 2021 |
| 1192                                 | 1307                                 | 1280                                 | 1484                                 | 1656                                 | 1689                                 | 1920                                 | 2032                                 | 1787                                 | 1607                                 | 1455                                 | 1570                                 | 1221                                 | 1431                                 | 1377                                 | 1192 |